# Radio Europa
Radio Europa var ett aktualitets- och samhällsprogram med inriktning på Sverige och Europa som sändes i Sveriges Radio mellan åren 1989 och 1999 på söndagseftermiddagarna i P3. 
Det sändes först mellan åren 1989 och 1992 klockan 13.05-16.30 på söndagarna i P3. Åren 1993-1999 sändes det klockan 12.00-14.00 i P3 på söndagseftermiddagarna. 
Programledare under senare år, då programmet producerades i Malmö, var Andromeda Madejska, Lars Mogensen och Elin Jönsson. En hel del av inslagen gjordes på plats ute i Europa, Nordafrika och Ryssland; även musikläggningen hade en tydlig paneuropeisk karaktär.
Ett slags uppföljare blev Transit, som dock hade en mera global inriktning.